# Schizotheca umbonata
Schizotheca umbonata är en mossdjursart som beskrevs av Osburn 1952. Schizotheca umbonata ingår i släktet Schizotheca och familjen Phidoloporidae. Inga underarter finns listade i Catalogue of Life.